# والتر كوبيليوس
والتر كوبيليوس (بالإنجليزية: Walter Kubilius)‏ (22 نوفمبر 1918 - 22 سبتمبر 1993)؛ كاتب وروائي أمريكي.